# Luka Milunović
Luka Milunović (Servisch: Лука Милуновић) (Belgrado, 21 december 1992) is een voetballer uit Servië die sinds 2012 voor de Servisch club Rode Ster Belgrado uitkomt. Hij speelde eerder voor de Belgische eersteklasser SV Zulte Waregem.

## Spelerscarrière
| seizoen | club               | land        | competitie         | wed. | goals |
| ------- | ------------------ | ----------- | ------------------ | ---- | ----- |
| 2010/11 | OFK Beograd        | Servië      | Superliga          | 1    | 0     |
| 2011/12 | SV Zulte Waregem   | België      | Jupiler Pro League | 12   | 0     |
| 2011/12 | Rode Ster Belgrado | Servië      | Superliga          | 11   | 4     |
| 2012/13 | Rode Ster Belgrado | Servië      | Superliga          | 27   | 6     |
| 2013/14 | Rode Ster Belgrado | Servië      | Superliga          | 8    | 0     |
| 2014/15 | Platanias FC       | Griekenland | Super League       | 23   | 3     |
| 2015/16 | Platanias FC       | Griekenland | Super League       | 24   | 6     |
| 2016/17 | Aris Thessaloniki  | Griekenland | Football League    | 25   | 4     |
| 2017/18 | Aris Thessaloniki  | Griekenland | Football League    | 9    | 1     |
|         |                    |             |                    | 140  | 24    |